# Memecylon laurentii
Memecylon laurentii är en tvåhjärtbladig växtart som beskrevs av De Wild.. Memecylon laurentii ingår i släktet Memecylon och familjen Melastomataceae. Inga underarter finns listade i Catalogue of Life.